# Triatlon a 2010. évi nyári ifjúsági olimpiai játékokon
A 2010. évi nyári ifjúsági olimpiai játékokon a triatlon versenyeinek Szingapúrban az East Coast Park adott otthont augusztus 15-én, 16-án és 19-én.

## Éremtáblázat
| A 2010. évi nyári ifjúsági olimpiai játékok éremtáblázata triatlonban | A 2010. évi nyári ifjúsági olimpiai játékok éremtáblázata triatlonban | A 2010. évi nyári ifjúsági olimpiai játékok éremtáblázata triatlonban | A 2010. évi nyári ifjúsági olimpiai játékok éremtáblázata triatlonban | A 2010. évi nyári ifjúsági olimpiai játékok éremtáblázata triatlonban | Olimpia  |
| --------------------------------------------------------------------- | --------------------------------------------------------------------- | --------------------------------------------------------------------- | --------------------------------------------------------------------- | --------------------------------------------------------------------- | -------- |
|                                                                       | Ország                                                                | Arany                                                                 | Ezüst                                                                 | Bronz                                                                 | Összesen |
| –                                                                     | Nemzetek vegyes csapatai                                              | 1                                                                     | 1                                                                     | 1                                                                     | 3        |
| 1.                                                                    | Japán (JPN)                                                           | 1                                                                     | 0                                                                     | 0                                                                     | 1        |
|                                                                       | Új-Zéland (NZL)                                                       | 1                                                                     | 0                                                                     | 0                                                                     | 1        |
|                                                                       |                                                                       |                                                                       |                                                                       |                                                                       |          |
| 3.                                                                    | Egyesült Államok (USA)                                                | 0                                                                     | 1                                                                     | 1                                                                     | 2        |
| 4.                                                                    | Ausztrália (AUS)                                                      | 0                                                                     | 1                                                                     | 0                                                                     | 1        |
|                                                                       |                                                                       |                                                                       |                                                                       |                                                                       |          |
| 5.                                                                    | Ausztria (AUT)                                                        | 0                                                                     | 0                                                                     | 1                                                                     | 1        |
|                                                                       |                                                                       |                                                                       |                                                                       |                                                                       |          |
| Összesen                                                              | Összesen                                                              | 3                                                                     | 3                                                                     | 3                                                                     | 9        |

## Versenyek tartalma

### Egyéni
- 750 méter nyílt vízi úszás
- 3 kör kerékpározás (20 km)
- 2 kör futás (5 km)[1]

### Vegyes váltó
A vegyes váltóban minden csapatban azonos kontinensről 2–2 fiú és lány szerepelt.
- 250 méter nyílt vízi úszás
- 7 km kerékpározás (1 kör)
- 1,7 km futás (1 kör)[1]

## Érmesek
| Versenyszám                             | Arany | Arany      | Ezüst | Ezüst      | Bronz | Bronz      |
| --------------------------------------- | --- | ---------- | --- | ---------- | --- | ---------- |
| Fiú Döntő: augusztus 16., 9:00          | Aaron Barclay · Új-Zéland (NZL) | 54:41.49   | Kevin McDowell · Egyesült Államok (USA) | 54:55.28   | Alois Knabl · Ausztria (AUT) | 55:04.72   |
| Lány Döntő: augusztus 15., 9:00         | Szató Juka · Japán (JPN) | 1:00:49.69 | Ellie Salthouse · Ausztrália (AUS) | 1:01:04.39 | Kelly Whitley · Egyesült Államok (USA) | 1:01:13.49 |
| Vegyes váltó Döntő: augusztus 19., 9:00 | Európa 1 · Dudás Eszter · Magyarország (HUN) · Miguel Valente Fernandes · Portugália (POR) · Fanny Beisaron · Izrael (ISR) · Alois Knabl · Ausztria (AUT) | 1:19:51.42 | Óceánia 1 · Ellie Salthouse · Ausztrália (AUS) · Michael Gosman · Ausztrália (AUS) · Maddie Dillon · Új-Zéland (NZL) · Aaron Barclay · Új-Zéland (NZL) | 1:19:55.23 | Amerika 1 · Kelly Whitley · Egyesült Államok (USA) · Kevin McDowell · Egyesült Államok (USA) · Adriana Barraza · Mexikó (MEX) · Lautaro Diaz · Argentína (ARG) | 1:19:58.88 |